# Mortierella nantahalensis
Mortierella nantahalensis är en svampart som beskrevs av C.Y. Chien 1971. Mortierella nantahalensis ingår i släktet Mortierella och familjen Mortierellaceae.   Inga underarter finns listade i Catalogue of Life.